# Csagucsagu umakko
A csagucsagu umakko (チャグチャグ馬コ, Hepburn-átírással: chaguchagu umakko) a japán lóünnep, minden június második szombatján. Legnevezetesebb az Ivate prefektúrabeli Takizava faluban tartott, amikor is díszes ruhákba öltöztetett fiúkat és lányokat vezetnek lóháton a közeli sintó szentélyhez, ahol lovat ábrázoló fogadalmi fatáblácskákat (ema) helyeznek el, majd továbbvonulnak a közeli Morioka városba, miközben a lovak csengői „csagucsagu” hangot adnak. Japánban ősidőktől fogva áldoztak lovat a sintó isteneknek, s a szentélyek némelyike még ma is tart „isteni lovakat” az umakkomenetre.